# .sx
Pour les articles homonymes, voir SX.
.sx est le domaine de premier niveau national (country code top level domain : ccTLD) réservé à Saint-Martin, un État des anciennes Antilles néerlandaises.
Il est issu de la disparition des Antilles néerlandaises, dont le domaine de premier niveau était le .an. Cette extension est disponible à l'enregistrement depuis le 3 mai 2012 dans le cadre d'une période d'enregistrement prioritaire pour les titulaires des marques, qui s'est terminée le 4 juillet 2012. L'ouverture générale a eu lieu le 15 novembre 2012, un mois après l'ouverture de la période d'enregistrement pour les résidents de l'île. Cette extension est la seule, avec l'extension .mx du Mexique, à correspondre au code aérien AITA de son pays.
La proximité orthographique et phonétique de ce domaine de premier niveau avec le mot « sex » a fait dire au directeur du registre de noms de domaine, Normand Fortier, que l'extension pourrait avoir un « caractère sexy » dans les mois à venir.